# Héctor Eliel Márquez Fornieles
Héctor Eliel Márquez Fornieles (* 13. April 1979 in Granada) ist ein spanischer Pianist, Komponist und Dirigent. Derzeit ist er Professor für Korrepetition am Real Conservatorio Superior de Música „Victoria Eugenia“ in Granada. Außerdem ist er Chefdirigent des Coro de la Orquesta Ciudad de Granada, des Joven Coro de la Orquesta Ciudad de Granada, der Schola Pueri Cantores der Kathedrale von Granada und des Vokalensembles Numen Ensemble seit seiner Gründung im Jahr 2011. Die Opernkompanie La voz humana begleitet er als Pianist.

## Biografie
Héctor Eliel Márquez begann seine musikalische Ausbildung schon in jungen Jahren, indem er Klavier am Real Conservatorio Superior de Música „Victoria Eugenia“ bei José Luis Hidalgo, Antonio Sánchez Lucena sowie Javier Herreros studierte und die Qualifikation eines Hochschuldozenten in den Fachgebieten Klavier, Musiktheorie und Kammermusik erlangte. Im Jahr 2001 begann er sein Kompositionsstudium bei Francisco González Pastor, das er 2005 mit der Spezialisierung auf Gesangskomposition abschloss. Anschließend absolvierte er ein Masterstudium in historischer Aufführungspraxis (Hammerklavier) an der Schola Cantorum Basiliensis bei Edoardo Torbianelli, das er 2011 abschloss und erhielt außerdem Orgelunterricht bei Juan María Pedrero.
Seitdem legte Héctor Eliel Márquez den Schwerpunkt seiner Klavierkarriere auf die Kammermusik. Er trat auf mit Solisten wie Guillermo Pastrana, mit dem er Aufnahmen für Radio Nacional de España erstellt hatte, Verónica Plata, Mariola Cantarero oder der US-amerikanischen Sopranistin Janet Williams. Ebenso begleitete er als Pianist die Escolanía de El Escorial bei der Aufnahme der CD Plenitud Dorada. Auch gab er Konzerte bei bekannten Veranstaltungen, wie dem Kreis junger Künstler bei der Fundación Juan March oder dem Festival Internacional de Música y Danza de Granada. Hervorzuheben ist auch seine Mitwirkung als Double und musikalischer Coach des Schauspielers Elijah Wood im Film Grand Piano sowie der Schauspielerin AnnaSophia Robb in Down a Dark Hall
Im Laufe seiner Karriere ist auch die intensive Tätigkeit im Bereich der Gesangs-/Liedbegleitung hervorzuheben, die dazu führte, dass er als Korrepetitor an zahlreichen Meisterkursen Gesang im In- und Ausland teilnahm. Dabei arbeitete er unter anderem mit so berühmten Sängerinnen und Sängern wie Ana Luisa Chova, Gerd Türk y Nancy Argenta oder dem Bariton Carlos Chausson zusammen. Darüber hinaus hat er als Organist und Sänger mit Ensembles, die sich auf Alte Musik spezialisierten, wie z. B. das Íliber Ensemble, zusammengearbeitet.
Als Komponist hat er mehrere seiner Werke uraufgeführt, so z. B. im Jahr 2008 La afición de la rosa mit der Orquesta de la Universidad de Granada, im Auftrag des Lehrstuhls Manuel de Falla. 2011 wurde er für sein Werk Revelación mit dem VI Premio Internacional de Composición Coral „Luis Morondo“ ausgezeichnet. Im darauffolgenden Jahr beauftragte ihn die Asociación Española de Orquestas Sinfónicas und die Fundación Autor anlässlich des 25-jährigen Jubiläums der Stiftung mit der Komposition eines Werkes. Dabei entstand die weltliche Kantate La madre, die 2016 von der Orquesta Ciudad de Granada, unter der Leitung von Carlos Federico Sepúlveda, uraufgeführt wurde. 2017 komponierte er seine erste Oper Gilgamesh, die im Juni desselben Jahres mit der Orquesta Joven de Andalucía und dem Joven Coro de Andalucía, unter der Leitung von Lluís Vilamajó im Rahmen des Festival Internacional de Música y Danza de Granada uraufgeführt wurde. Am 28. Dezember 2023 dirigierte Héctor Márquez in Anwesenheit von Papst Franziskus in der Audienzhalle des Vatikans seine eigens komponierte Hymne Et in terra pax. Diese wurde von 3700  Sängern der Pueri Cantores aus 20 Ländern zur Eröffnung des gleichnamigen Chorfestivals gesungen.
Als Dirigent war Héctor Eliel Márquez zunächst stellvertretender Leiter des Coro de la Orquesta Ciudad de Granada, bevor er 2015 dessen Chefdirigent wurde. Im Jahr 2011 gründete er das Vokalensemble Numen Ensemble, das sich der Aufführung Alter Musik widmet und das er seit seiner Gründung leitet. Im gleichen Jahr gründete er zusammen mit der Sopranistin Verónica Plata und dem Regisseur Rafael Simón die Opernkompanie La voz humana, in der er als Pianist tätig ist. 2012 übernahm er für ein Jahr die Leitung des Orfeón de Granada, mit dem er an renommierten Musikzyklen, wie dem Festival de Música Antigua de Úbeda y Baeza teilnahm. Als Gastdirigent leitete er Ensembles wie die Orquesta Ciudad de Granada oder die Joven Orquesta Sinfónica de Granada. 2017 wurde er beim Concurso Internacional de Composición Coral „Alberto Grau“ in Venezuela für sein Werk Pasión (a capella-Chorsatz über einen Text von Antonio Carvajal) mit dem Preis der Spanischen Botschaft ausgezeichnet. Ebenfalls 2017 gewann er den Preis für die beste Chorleitung beim XLVI Certamen Coral Ejea de los Caballeros, ex-aequo mit dem asturischen Chorleiter David Pérez.

## Preise
- 2011 – VI Concurso Internacional de Composición Coral „Luis Morondo“. Erster Preis für das Werk Revelación
- 2017 – Concurso Internacional de Composición Coral „Alberto Grau“. Preis der Spanischen Botschaft Venezuela für das Werk Pasión
- 2017 – LXVI Concurso Coral Ejea de los Caballeros. Preis für die beste Chorleitung mit dem Joven Coro de la Orquesta Ciudad de Granada

## Diskografie
- 2010 – Plenitud dorada, zusammen mit der Escolanía de El Escorial und der Real Capilla Escurialense, unter der Leitung von Javier M. Carmena (Polimúsica)
- 2012 – Audi, audi. El Cantar de los Cantares en la polifonía del Renacimiento; Numen Ensemble, unter der Leitung von Héctor Eliel Márquez (IBS Classical)
- 2014 – La corriente infinita. Polifonía y poesía; Numen Ensemble, unter der Leitung von Héctor Eliel Márquez (IBS Classical)
- 2014 – Rosa sine spina; Schola Pueri Cantores der Kathedrale von Granada, unter der Leitung von Héctor Eliel Márquez (IBS Classical)